# Crooked Creek Township (comté de Jasper, Illinois)
Crooked Creek Township est un township du comté de Jasper dans l'Illinois, aux États-Unis,.

## Source de la traduction
- (en) Cet article est partiellement ou en totalité issu de l’article de Wikipédia en anglais intitulé « Crooked Creek Township, Jasper County, Illinois » (voir la liste des auteurs).